# Louise Malek
 (mars 2025).
Motif : Pas de sources secondaires centrées
- Archive Wikiwix
- Bing
- Cairn
- DuckDuckGo
- E. Universalis
- Gallica
- Google
- G. Books
- G. News
- G. Scholar
- Persée
- Qwant
- (zh) Baidu
- (ru) Yandex
- (wd) trouver des œuvres sur Wikidata

| 1. | Préciser le motif de la pose du bandeau. | Précisez le motif de la pose du bandeau en utilisant la syntaxe suivante : {{admissibilité à vérifier\|date=juin 2025\|motif=remplacez ce texte par le motif}}                    |
| 2. | Informer les utilisateurs concernés.     | Pensez à avertir le créateur de l'article, par exemple, en insérant le code ci-dessous sur sa page de discussion : {{subst:avertissement admissibilité à vérifier\|Louise Malek}} |

Louise Malek est une actrice et interprète française, née à Paris.

## Biographie
Louise Malek est une actrice Française née de parents travaillant dans l'industrie du cinéma. Sa mère est seconde réalisatrice, tandis que son père exerce dans le domaine de l’éclairage cinématographique. Elle grandit aux côtés de son frère et d’une nourrice qui joue un rôle important dans son enfance et avec qui elle est toujours en contact aujourd’hui.
Passionnée par le théâtre depuis l’enfance, elle commence à en pratiquer dès l'âge de 5 ans. Après avoir obtenu son baccalauréat, elle entame des études à la Sorbonne, mais réalise rapidement que ce parcours ne lui convient pas. Elle décide alors de se réorienter et s’inscrit aux Cours Florent, où elle suit une formation de quatre ans pour perfectionner son jeu d’actrice.
À l’adolescence, elle fait ses débuts devant la caméra en jouant dans des publicités, avant de se tourner vers les courts-métrages. Progressivement, elle évolue vers des rôles dans des longs-métrages, poursuivant ainsi sa carrière d’actrice. En parallèle, elle nourrit une grande passion pour les voyages, aimant découvrir de nouvelles cultures et s’inspirer de ses expériences à travers le monde.

## Box office
| Films et séries           | Rôle           | Sortie en France | Durée      |
| ------------------------- | -------------- | ---------------- | ---------- |
| Juste ciel !              | Second rôle    | 2022             | 1h28       |
| Stella est amoureuse      | Second rôle    | 2022             | 1h50       |
| Made in France            | Second rôle    | 2025             | 6 épisodes |
| Skam France               | Second rôle    | 2018             | 12 saisons |
| La Pire Semaine de ma vie | Second rôle    | 2011             | 2 épisodes |
| Beauty Boys               | Second rôle    | 2019             | 17 min     |
| Dunk                      | Rôle principal | 2018             | 23 min     |

## Filmographie

### Cinéma
- 2021 : Juste ciel ! de Laurent Tirard : Gwendoline
- 2021 : Stella est amoureuse de Sylvie Verheyde : Gladys

### Télévision
- 2025 :  Made in France de Mathilde Vallet
- 2021 : Skam France, saison 7 de Shirley Monsarrat : Jocelyn « Jo » Benezra
- 2020 : Skam France, saison 6 de David Hourrègue : Jocelyn « Jo » Benezra
- 2010 : La Pire Semaine de ma vie de Frédéric Auburtin

### Websérie
- 2017 : Serge le Mytho de Kyan Khojandi : Ingrid jeune

### Courts métrages
- 2020 : Beauty Boys de Florent Gouélou
- 2017 : Dunk de Sophie Martin

### Publicité
- 2018 : Bouygues
- 2011 : Campagne d'affichage pour Hadopi

## Spectacle musical
- 2016 :  Broadway